# Parc du Plan des Noves

Le Parc du Plan des Noves est un des parcs départementaux des Alpes-Maritimes. Situé dans le massif des Baous, ll s'étend sur 650 hectares et surplombe le col de Vence.

## Présentation

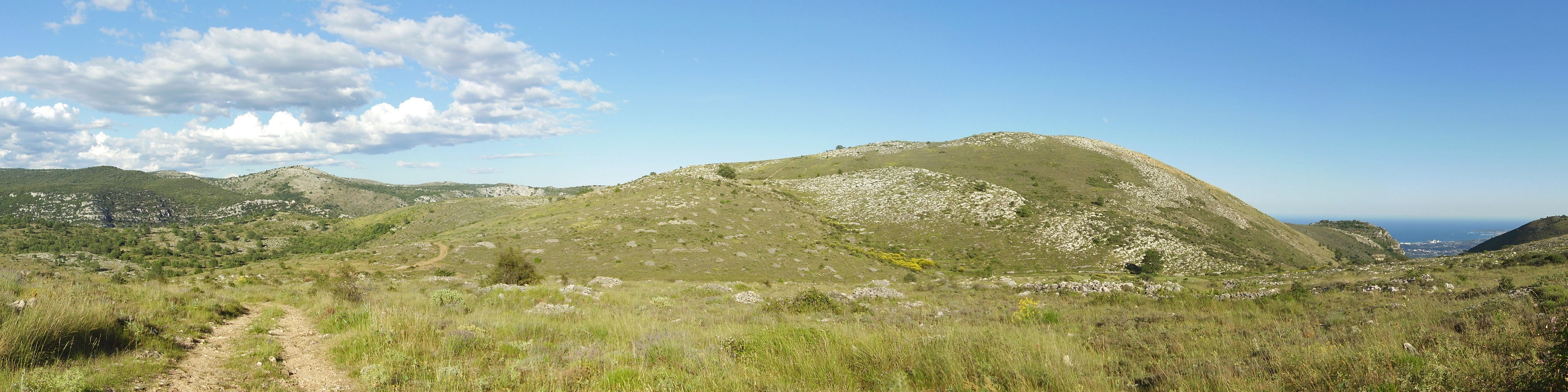
Panorama du Plan des Noves.